# Acidente do Eurocopter AS532 da Força Aérea Turca em 2021
O Acidente do Eurocopter AS532 da Força Aérea Turca em 2021 ocorreu em 4 de março de 2021, quando um Eurocopter AS532 Cougar da Força Aérea Turca, a caminho do distrito de Tatvan, Bitlisse, Turquia, caiu na província de Bitlisse. Onze militares turcos a bordo morreram no acidente, enquanto dois outros soldados sobreviveram ao acidente. Inicialmente, cinco militares feridos foram hospitalizados, embora três deles, incluindo o tenente-general Osman Erbaş, comandante do 8° Corpo (Turquia), que morreu posteriormente por ferimentos.
Foi o quarto incidente na Turquia envolvendo o modelo específico de aeronave, que causou a morte de 39 pessoas, incluindo dois militares de alta patente.

## Acidente
O Eurocopter AS532 Cougar da Força Aérea Turca decolou de Bingol, no leste da Turquia, às 10:55 GMT. O helicóptero estava a caminho de Tatvan, na província turca de Bitlisse, predominantemente curda, onde as forças turcas tem combatido militantes do banido Partido dos Trabalhadores do Curdistão, considerado como grupo terrorista pelos Estados Unidos e a União Europeia. Ele perdeu contato por volta das 11:25 GMT. O Ministério da Defesa Nacional afirmou que o helicóptero caiu em uma área rural perto de Tatvan. O acidente aconteceu em uma área coberta de neve e com visibilidade dificultada por espessas nuvens na região montanhosa. Os moradores correram para o local do acidente para ajudar os sobreviventes assim que souberam da queda. Um dos sobreviventes foi parcialmente enterrado sob os destroços e a neve.
Inicialmente, oito militares turcos a bordo morreram no acidente, enquanto cinco outros soldados ficaram feridos. Os militares feridos foram hospitalizados imediatamente, embora três deles, incluindo o tenente-general Osman Erbaş, comandante do 8° Corpo, tenham morrido posteriormente devido aos ferimentos.

## Consequências
O acidente foi relatado pelo Ministério da Defesa turco. O ministério acrescentou que há "esforços em curso para a transferência dos feridos para o hospital". Também afirmou que uma investigação foi iniciada imediatamente. Os militares turcos imediatamente lançaram uma missão de busca e resgate, despachando um grupo que consistia em um veículo aéreo não tripulado, uma aeronave de transporte CASA CN-235 e um helicóptero.

## Reações

### Doméstico
O Presidente da Turquia, Recep Tayyip Erdoğan, desejou misericórdia a Deus aos soldados mortos e estendeu suas condolências às suas famílias, à nação turca e às Forças Armadas da Turquia. O vice-presidente da Turquia, Fuat Oktay, deu condolências às famílias dos soldados mortos. O Ministério da Defesa Nacional turco transmitiu suas condolências às suas famílias e amigos, descrevendo a tragédia de um "acidente profundamente triste". O Ministro das Relações Exteriores, Mevlüt Çavuşoğlu, Diretor de Comunicações do Presidente da Turquia, Fahrettin Altun, o Ministro da Saúde, Fahrettin Koca, o presidente do Partido Republicano do Povo, Kemal Kılıçdaroğlu e o presidente do Partido de Ação Nacionalista, Devlet Bahçeli, expressaram suas condolências pelo acidente.

### Internacional
A embaixada dos Estados Unidos da Turquia em Ancara ofereceu suas "sinceras condolências" aos soldados turcos mortos e feridos no acidente, desejando uma "rápida recuperação dos feridos". O Chefe da Delegação da União Europeia na Turquia, Nikolaus Meyer-Landrut, ofereceu suas condolências aos afetados pelo acidente, enquanto o secretário-geral da OTAN, Jens Stoltenberg, chamou o Ministro das Relações Exteriores da Turquia, Mevlüt Çavuşoğlu, para apresentar suas condolências. O Presidente do Azerbaijão, Ilham Aliyev, expressou sua tristeza ao Presidente Erdoğan em um telefonema, enquanto o Ministro das Relações Exteriores do Azerbaijão, Jeyhun Bayramov, expressou suas condolências aos familiares e amigos dos mortos, bem como à nação turca, e expressou sua tristeza pelo incidente.